# Bernard Miège
Pour les articles homonymes, voir Miège (homonymie).
Bernard Miège, né en 1941 à Annecy, est un chercheur en sciences de l'information et de la communication, président de l'Université Stendhal (Grenoble-III) entre 1989 et 1994, et professeur émérite à l'Université Grenoble-Alpes. Il est connu pour ses travaux sur les médias, sur les industries culturelles, et sur l'espace public. Il est le cofondateur, avec Yves de La Haye (d), du Groupe de recherche sur les enjeux de la communication.

## Biographie
Après une formation à l'Institut d'études politiques de Paris, Bernard Miège obtient en 1968 un doctorat en sciences économiques à l'université de Paris avec une thèse sur Un agent de l'offre de biens et services de loisir : L'entreprise et son comité d'entreprise (sous la direction de Henri Bartoli).
De 1968 à 1973, il est l'adjoint du directeur du Service de la recherche du Ministère de la culture. Il entre en 1973 comme assistant à l'Université Stendhal. En 1979, il soutient un doctorat d'État (sur travaux) en lettres et sciences humaines à l'université de Bordeaux-III (1979) sur les Recherches sur la production culturelle marchande et non-marchande. En 1980, il devient professeur à l'université de Rennes-II, avant de revenir à Grenoble dès 1983.
Au cours de sa carrière, seul ou en collaboration, Bernard Miège publie 21 livres, une cinquantaine d'études et de rapports, ainsi que près de 250 articles et chapitres d'ouvrages. Certaines de ses publications sont traduites et republiées. Il dirige et fait soutenir 125 thèses de doctorat, dont quelques thèses de 3e cycle.
De 1990 à 1994, il préside la Société française des sciences de l'information et de la communication. Il est responsable de l'axe «Industrialisation de la culture et de l'information» au Gresec. Il fonde deux collections aux Presses universitaires de Grenoble : « Communication, médias et sociétés » créée en 1990 et « La communication en plus » créée en 1995. Membre d'une dizaine de conseils éditoriaux de revues françaises et étrangères, il co-fonde en 2000 la revue numérique Les Enjeux de l'information et de la communication, et en est le directeur de publication pendant 12 ans.

## Publications
- 2020. La numérisation en cours de la société - Points de repère et Enjeux. Grenoble: PUG, 150 p.
- 2017. Les industries culturelles et créatives face à l'Ordre de l'Information et de la Communication. Grenoble: PUG, 192 p.
- 2015. Contribution aux avancées de la connaissance en Information - Communication. Paris: INA éditions, col. médias histoire, 239 p.
- 2013. L'industrialisation des biens symboliques - Les industries créatives au regard des industries culturelles (en collaboration avec Philippe Bouquillion et Pierre Moeglin). Grenoble: PUG, 250 p.
- 2012. "Les masques de la convergence -Enquêtes sur sciences, industries et aménagements" (en codirection avec Dominique Vinck). Paris: Editions des Archives Contemporaines, 396 p.
- 2010. L’espace public contemporain. Approche Info-Communicationnelle. Grenoble : PUG, 228 p.
- 2007. La société conquise par la communication. III. Les Tic entre innovation technique et ancrage social. Grenoble : PUG, 235 p.
- 2005 La pensée communicationnelle. Grenoble : PUG, édition augmentée, 126 p.
- 2004. L'information-communication, objet de connaissance[11]. Bruxelles : De Boeck, 248 p.
- 2000. Les industries du contenu face à l'ordre informationnel, Grenoble, PUG  (ISBN 2-7061-0892-4)
- 2000. Questionner la société de l'information. Paris : Hermès Science Publications
- 1997. La société conquise par la communication. II. La communication entre l'industrie et l'espace public, Grenoble : PUG, 216 p.
- 1996. La société conquise par la communication. I. Logiques sociales, Grenoble : PUG, 226 p.
- 1995. La pensée communicationnelle[12], Grenoble : PUG, 120 p.
- 1989. The Capitalization of Cultural Production. New York, N.Y. : International General.
- 1990. Médias et communication en Europe. Presses universitaires de Grenoble.
- 1979. Recherches sur la production culturelle marchande et non-marchande : note de présentation de travaux. Thèse d'État en Sciences de la communication soutenue sur un ensemble de travaux, Bordeaux. 88 p.
- 1968. Un agent de l'offre de biens et services de loisir. L'entreprise et son comité d'entreprise. Thèse de doctorat en Sciences économiques, Paris, 751 p. Publié chez Cujas en 1974 sous le titre Les comités d'entreprises, les loisirs et l'action culturelle.
- 1964. Quelques aspects de la politique du Land de Hesse en faveur des équipements socio-culturels. Mémoire de DES en Sciences économiques, 155 p.

## Distinctions
- Docteur honoris causa de l'université de la Suisse italienne (2007), de l'Université du Québec à Montréal (2006)[1],[2], de l'université de Bucarest (2004)[3] et de l'université de Kinshasa (2001)
- Chevalier de l'ordre national du Mérite (1997)[13]

## Filmographie
- 2009 : Com' La Recherche : lui-même